# Мордовия (поезд)
«Мордо́вия» — скорый фирменный пассажирский поезд формирования Федеральной пассажирской компании № 41Й/42Й, курсирующий по маршруту Саранск — Москва — Саранск.

## История
Первый поезд по маршруту Саранск — Москва отправился в июне 1966 года. Рейс было поручено провести лучшей поездной бригаде под руководством Александра Федоровича Филимонова. Состав курсировал через день и имел номер № 125/126. В 1974 году поезд стал курсировать ежедневно и стал скорым, а в 1978 году получил имя «Мордовия» в честь Мордовской АССР — ныне Республики Мордовия. В 1995 году по результатам аттестации поезд официально получил статус фирменного и номер № 41/42.
До осени 2014 года поезд обслуживался поездной бригадой вагонного участка Рузаевка. После закрытия депо поезд перешёл на баланс вагонного участка Пенза (ЛВЧД-1, Куйбышевский филиал ОАО «ФПК») и стал курсировать в общем обороте с поездом № 51/52 «Сура». В состав были включены вагоны частной компании АО «ТКС».
В январе 2017 года поезд впервые совершил рейс с первым российским крупносерийным пассажирским электровозом постоянного тока ЭП2К.
8 декабря 2019 года изменился филиал подготовки состава. Поезд был передан на формирование в Северо-Кавказский ФПКФ (ЛВЧД-14 Новороссийск) с общим оборотом с поездом № 29/30 Новороссийск — Москва. Состав был сформирован из вагонов, прошедших КРП модернизацию на предприятии ВагонРемМаш в Тамбове.
10 апреля 2020 года в связи с пандемией коронавирусной инфекции перевозчик ТКС прекратил обслуживание поезда, 15 апреля 2020 года, впервые с 1974 года, поезд стал курсировать через день. 3 июня 2020 года вагоны перевозчика ТКС были возвращены в состав поезда, 11 июля 2020 года было возобновлено ежедневное курсирование.
28 декабря 2020 года перевозчик ТрансКлассСервис окончательно прекратил эксплуатацию в составе поезда.
В мае 2023 года состав поезда был обновлён и получил вагоны ТВЗ нового модельного ряда, предназначенные для эксплуатации в виде «двухвагонных сцепов».

## Общие сведения
Маршрут следования поезда проходит по территории Республики Мордовия, Рязанской и Московской областей. Обслуживающий персонал — 4 поездных бригады — относятся к Новороссийскому отделению Северо-Кавказской железной дороги. По графику на 2023 г. поезд курсирует ежедневно и находится в пути около 9 часов. Бо́льшая часть времени следования приходится на ночное. Нумерация вагонов в пути следования указана при отправлении из Саранска с «головы» поезда, при отправлении из Москвы с «хвоста» поезда.

#### Схема состава поезда (2023 г.)
| Порядковый № вагона | Тип вагона | Число мест | Количество составов в обороте, владелец и приписка вагона |
| ------------------- | ---------- | ---------- | --- |
| 1                   | СВ1М       | 12         | ФПКФ СКАВ Четыре состава ЛВЧД-14 Новороссийск СКАВ ФПКФ в общем обороте с поездом № 29/30 сообщением Новороссийск — Моосква Каз, на комбинированном отоплении |
| 2                   | К          | 32/4       | ФПКФ СКАВ Четыре состава ЛВЧД-14 Новороссийск СКАВ ФПКФ в общем обороте с поездом № 29/30 сообщением Новороссийск — Моосква Каз, на комбинированном отоплении |
| 3                   | К          | 36         | ФПКФ СКАВ Четыре состава ЛВЧД-14 Новороссийск СКАВ ФПКФ в общем обороте с поездом № 29/30 сообщением Новороссийск — Моосква Каз, на комбинированном отоплении |
| 4                   | К          | 36         | ФПКФ СКАВ Четыре состава ЛВЧД-14 Новороссийск СКАВ ФПКФ в общем обороте с поездом № 29/30 сообщением Новороссийск — Моосква Каз, на комбинированном отоплении |
| 5                   | К          | 32/4       | ФПКФ СКАВ Четыре состава ЛВЧД-14 Новороссийск СКАВ ФПКФ в общем обороте с поездом № 29/30 сообщением Новороссийск — Моосква Каз, на комбинированном отоплении |
| 6                   | СВ         | 18         | ФПКФ СКАВ Четыре состава ЛВЧД-14 Новороссийск СКАВ ФПКФ в общем обороте с поездом № 29/30 сообщением Новороссийск — Моосква Каз, на комбинированном отоплении |
| 7                   | СВ         | 18         | ФПКФ СКАВ Четыре состава ЛВЧД-14 Новороссийск СКАВ ФПКФ в общем обороте с поездом № 29/30 сообщением Новороссийск — Моосква Каз, на комбинированном отоплении |
| 41                  | ВР         | -          | ФПКФ СКАВ Четыре состава ЛВЧД-14 Новороссийск СКАВ ФПКФ в общем обороте с поездом № 29/30 сообщением Новороссийск — Моосква Каз, на комбинированном отоплении |
| 8                   | КРИ        | 10/16      | ФПКФ СКАВ Четыре состава ЛВЧД-14 Новороссийск СКАВ ФПКФ в общем обороте с поездом № 29/30 сообщением Новороссийск — Моосква Каз, на комбинированном отоплении |
| 9                   | К          | 32/4       | ФПКФ СКАВ Четыре состава ЛВЧД-14 Новороссийск СКАВ ФПКФ в общем обороте с поездом № 29/30 сообщением Новороссийск — Моосква Каз, на комбинированном отоплении |
| 10                  | К          | 32/4       | ФПКФ СКАВ Четыре состава ЛВЧД-14 Новороссийск СКАВ ФПКФ в общем обороте с поездом № 29/30 сообщением Новороссийск — Моосква Каз, на комбинированном отоплении |
| 11                  | К          | 32/4       | ФПКФ СКАВ Четыре состава ЛВЧД-14 Новороссийск СКАВ ФПКФ в общем обороте с поездом № 29/30 сообщением Новороссийск — Моосква Каз, на комбинированном отоплении |
| 12                  | К          | 36         | ФПКФ СКАВ Четыре состава ЛВЧД-14 Новороссийск СКАВ ФПКФ в общем обороте с поездом № 29/30 сообщением Новороссийск — Моосква Каз, на комбинированном отоплении |
| 13                  | К          | 32/4       | ФПКФ СКАВ Четыре состава ЛВЧД-14 Новороссийск СКАВ ФПКФ в общем обороте с поездом № 29/30 сообщением Новороссийск — Моосква Каз, на комбинированном отоплении |
| 14                  | ПЛ         | 52/2       | ФПКФ СКАВ Четыре состава ЛВЧД-14 Новороссийск СКАВ ФПКФ в общем обороте с поездом № 29/30 сообщением Новороссийск — Моосква Каз, на комбинированном отоплении |
| 15                  | ПЛ         | 52/2       | ФПКФ СКАВ Четыре состава ЛВЧД-14 Новороссийск СКАВ ФПКФ в общем обороте с поездом № 29/30 сообщением Новороссийск — Моосква Каз, на комбинированном отоплении |
| ИТОГО:              | ИТОГО:     | 462/44     | 462/44 |

Поезд обслуживается локомотивными бригадами эксплуатационных депо ТЧЭ-5 Рузаевка и ТЧЭ-39 Рязань; электровозом ЭП2К (приписки ТЧЭ-6 Москва-Сортировочная-Рязанская, ТЧЭ-33 Ожерелье, ТЧЭ-10 Самара) или ЧС7 (приписки ТЧЭ-1 Москва-Курская). Из Саранска состав отправляется с 3-го пути, первой платформы. По состоянию на 2021 г. максимальную путевую скорость — 140 км/ч — поезд может развивать на участках Ушинский — Листвянка и Рыбное — Перово Московской Железной дороги. Смена локомотивной бригады без смены локомотива производится на станции Рязань-1.

### Комментарии
1. ↑  Капитальный ремонт с продлением срока службы